# Anolis chloris
Espèce
Synonymes
- Dactyloa chloris (Boulenger, 1898)
- Anolis palmeri Boulenger, 1908

Anolis chloris est une espèce de sauriens de la famille des Dactyloidae. 

## Répartition
Cette espèce se rencontre au Panama, en Colombie et en Équateur.

## Publications originales
- Boulenger, 1898 : An account of the reptiles and batrachians collected by Mr. W. F. H. Rosenberg in western Ecuador.  Proceedings of the Zoological Society of London, vol. 1898, no 1, p. 107-126 (texte intégral).
- Boulenger, 1908 : Descriptions of new South-American reptiles. Annals and magazine of natural history, ser. 8, vol. 1, p. 111-115 (texte intégral).